# El Triángulo, Guanajuato
El Triángulo är en ort i Mexiko.   Den ligger i kommunen Comonfort och delstaten Guanajuato, i den centrala delen av landet, 220 km nordväst om huvudstaden Mexico City. El Triángulo ligger 1 827 meter över havet och antalet invånare är 142.
Terrängen runt El Triángulo är kuperad åt nordost, men åt sydväst är den platt. Runt El Triángulo är det tätbefolkat, med 790 invånare per kvadratkilometer. Närmaste större samhälle är Comonfort, 3,4 km öster om El Triángulo. Omgivningarna runt El Triángulo är en mosaik av jordbruksmark och naturlig växtlighet.